# Церковь Вознесения Девы Марии (Одельск)
Церковь Вознесения Пресвятой Девы Марии (бел. Касцёл Унебаўзяцця Найсвяцейшай Дзевы Марыі) — католический храм в агрогородке Одельск Гродненского района Гродненской области Беларуси. Относится к Гродненскому деканату Гродненского диоцеза. Памятник архитектуры в стиле народного деревянного зодчества, построен в начале, по другим данным в середине XVIII века. Включён в Государственный список историко-культурных ценностей Республики Беларусь.

## История
В 1490 году в Одельске был основан католический приход. В XVIII веке было построено новое деревянное здание церкви Вознесения Девы Марии. Освящён храм был в 1784 году. В 1898 году стены храма были заново обшиты деревом. В советское время не закрывался.

## Архитектура

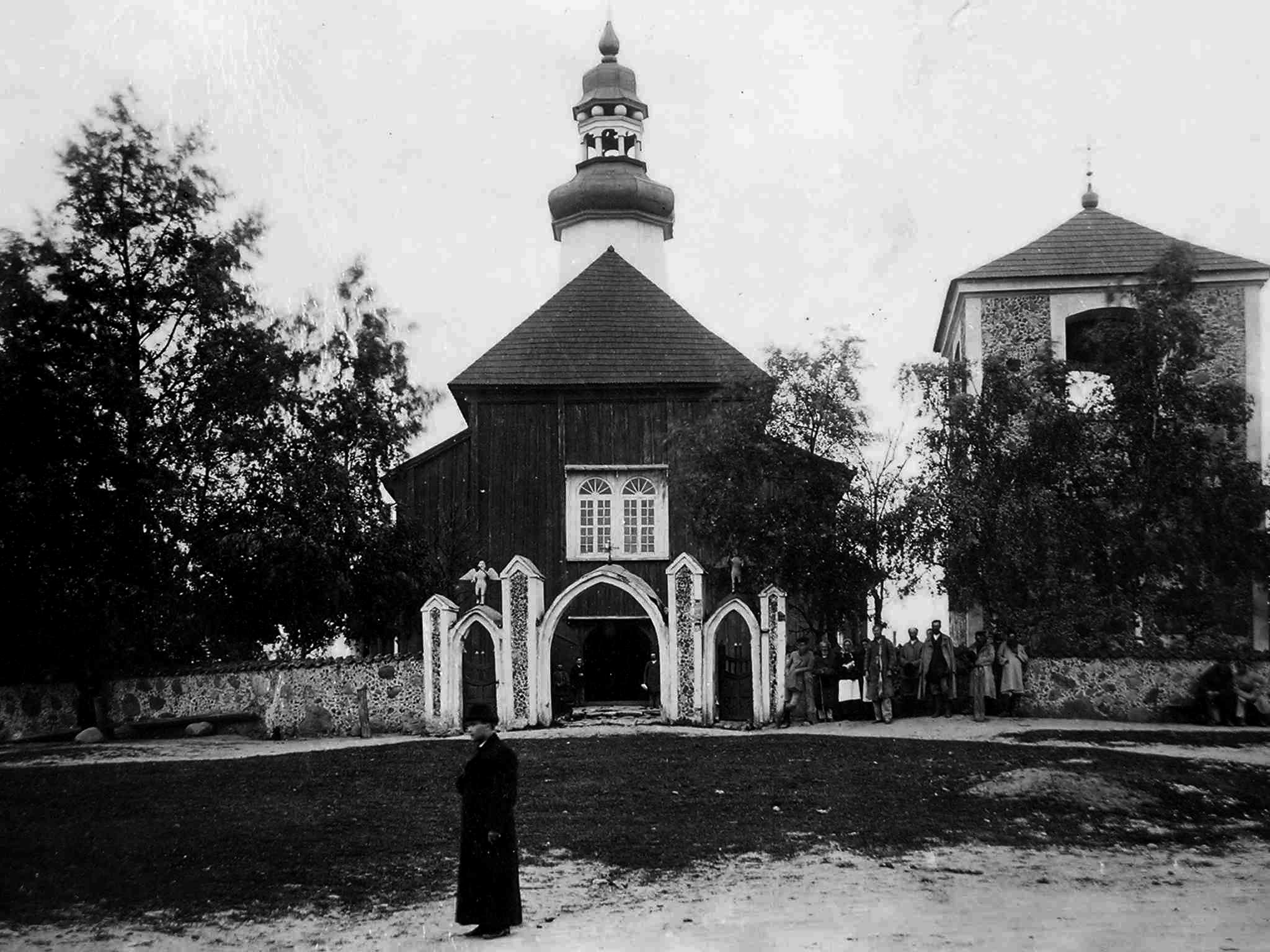
Храм на фото начала XX века

Храм Вознесения Девы Марии — трёхнефный храм с трансептом и пятигранной апсидой с двумя боковыми ризницами. В композиции доминирует объём центрального нефа, перекрытого высокой вальмовой крышей. Щипец со стороны главного фасада завершён ярусным фигурным куполом на восьмигранном барабане. Вертикально обшитые фасады расчленены двойными арочными окнами и опоясаны широким карнизом. Во внутреннем пространстве доминирует высокий центральный неф, который отгорожен от боковых нефов высокими аркадами на пяти парах столбов и раскрыт в апсиду и крылья трансепта широкими арочными просветами. Над узким нартексом на двух колоннах находятся хоры с органом.
Нефы и торцы трансепта завершены деревянными алтарями, выполненными в XVIII веке в стиле рококо. В алтарях сохранились произведения живописи XVIII века